# Laukukero
Laukukero är ett berg i Lappland i Finland. Toppen på Laukukero är 762 meter över havet.
Det finns en lift och skidbacke.

## Bildgalleri

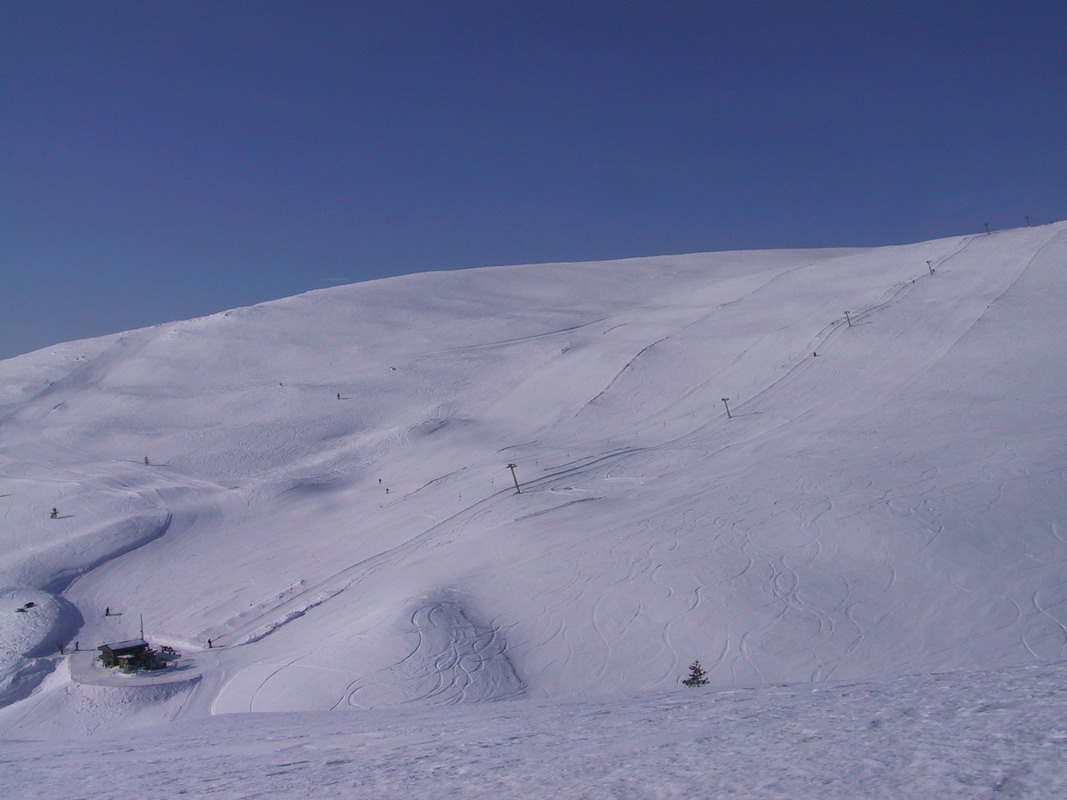
Liftar på Laukukero. Bilden tagen på Pyhäkero.